# Олександр Глинський
Олександр, князь Глинський, також Лекса (пом. після 1399) — судячи з непрямих джерел, разом з батьком Мансуром (сином ординського темника Мамая) був засновником і єдиним спадкоємцем князівства Глинського, яке увійшло на правах удільного князівства до складу Великого князівства Литовського, а також родоначальником роду князів Глинських, представницею якого є, зокрема, Олена Глинська, мати російського царя Івана IV Грозного.
У пізніших непрямих джерелах згадується під різними іменами — Олександр, Алекса, Алескей, Альоша, Лекса, Лексада, Лесхард, Олекса, Олесько — з достовірних прижиттєвих джерел невідомий.
Дід Олександра — ординський темник, князь Мамай, розбитий князем Дмитром Донським, ймовірна прабабуся (дружина Мамая) — дочка хана Бердібека. Таким чином Олександр, ймовірно, був нащадком засновника монгольської імперії Чингісхана по жіночій лінії.
Син князя Олександра — Іван Олександрович, князь Глинський (ок.1375 — 1425 рр.) Одружений з Анастасією Острозькою, дочкою родоначальника князів Острозьких, князя Данила Васильовича.
Судячи з джерел, під час боротьби за владу у Великому князівстві Литовсько-Руському Свидригайла із пропольським претендентом Сигізмундом Кейстутовичом, хан Едигей розорив Українські землі, розграбував і спалив церкви, зокрема, околиці Києва і Печерську Лавру. Проти орди Едигея встояв лише київський замок. Чернігів в цей час тільки почав облаштовуватися, також як і Глинськ, який вже існував і належав князю Лексі.